# Мира-Бајандар
Мира-Бајандар је град у Индији у држави Махараштра. Према незваничним резултатима пописа 2011. у граду је живело 814.655 становника.

## Становништво
Према незваничним резултатима пописа, у граду је 2011. живело 814.655 становника.
| 1991.   | 2001.   | 2011.   |
| ------- | ------- | ------- |
| 175.605 | 520.388 | 814.655 |